# Avondale (Pennsylvanie)
Pour les articles homonymes, voir Avondale.
Avondale est un borough situé au sud-est du comté de Chester, en Pennsylvanie, aux États-Unis,. En 2010, il comptait une population de 1 265 habitants.

## Démographie
Lors du recensement de 2010, le borough comptait une population de 1 265 habitants. Elle est estimée, en 2019, à 1 436 habitants.

### Source de la traduction
- (en) Cet article est partiellement ou en totalité issu de l’article de Wikipédia en anglais intitulé « Avondale, Pennsylvania » (voir la liste des auteurs).